# Kruszczyk drobnolistny

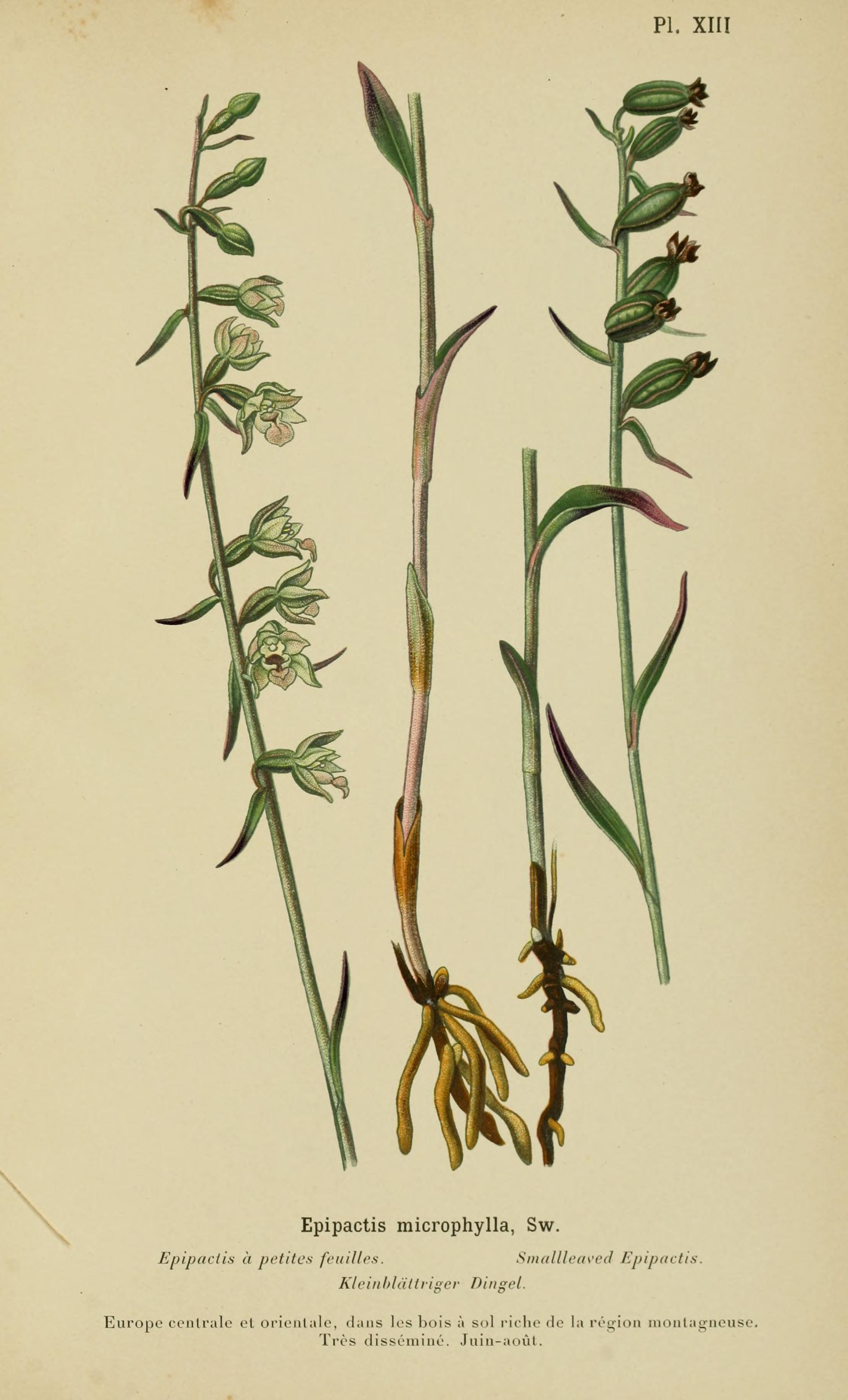
Morfologia

Kruszczyk drobnolistny (Epipactis microphylla (Ehrh.) Sw.) – gatunek byliny z rodziny storczykowatych (Orchidaceae). 

## Rozmieszczenie geograficzne
Gatunek śródziemnomorski. Występuje na obszarze od południowej Hiszpanii przez Europę Środkową po Turcję, Krym i Iran, na północy dochodząc do środkowych Niemiec, na południu po Sycylię, Kretę i Sardynię. Przez Polskę przechodzi północna granica jego zasięgu i jest tu bardzo rzadki, opisano jego występowanie na 8 tylko stanowiskach na południu kraju. Są to: okolice Kamienia Śląskiego, góra Szpicza koło Gogolina, rezerwat przyrody Lipowiec, rezerwat przyrody Grabowiec, Pogórze Bukowskie, Pogórze Cieszyńskie (góra Machowa i Jasieniowa) i Czertezik w Pieninach.

## Morfologia
LiścieUlistnienie skrętoległe. Liście w liczbie 3–9 równomiernie wyrastają na łodydze. Są drobne; mają długość 1,5-5,5 cm, szerokość 0,7-1,5 cm i zazwyczaj są  krótsze od międzywęźli. Dolne są szerokojajowate, w górę łodygi coraz mniejsze i lancetowate. Są szarozielone, często fioletowo nabiegłe i mają wypukły środkowy nerw.
KwiatyZebrane w luźny kwiatostan o długości 2-20 cm. Zazwyczaj jest on jednostronny. W młodości jest stożkowaty, potem walcowaty. Kwiaty drobne, wonne, siedzące w kątach niewielkich,  krótszych od zalążni przysadek. Z wyjątkiem warżki wszystkie działki okwiatu są stulone i tworzą ciemnopurpurowy hełm. Warżka ma długość 2-4 mm, jest biała, purpurowo nakrapiana i ma 3 głęboko wcięte łatki. Środkowa z nich ma na szczycie dwa ząbki. Szarozielona zalążnia wyrasta na długiej szypule i jest gęsto pokryta filcowatymi włoskami. Prętosłup krótki, z szybko usychającym uczepkiem, pyłkowiny jasnożółte i rozpadające się.
OwocRozdęta torebka o długości do 10 mm. Nasiona bardzo drobne i bardzo liczne.

## Biologia i ekologia
Bylina, geofit ryzomowy. Występuje w cienistych lasach i zaroślach liściastych, rzadziej w iglastych, przeważnie na żyznych i wapiennych glebach. Najwyżej położone stanowisko w Polsce znajduje się na stokach Czertezika w Pieninach (680 m n.p.m.). Kwitnie od maja do sierpnia, zapylany jest przez owady, lub dochodzi do samozapylenia (dość często). Rozmnaża się tylko przez nasiona. Liczba chromosomów 2n = 42.
Tworzy mieszańce z kruszczykiem szerokolistnym (E. helleborine).

## Zagrożenia i ochrona
Roślina objęta w Polsce ścisłą ochroną gatunkową.
Kategorie zagrożenia gatunku:
- Kategoria zagrożenia w Polsce według Czerwonej listy roślin i grzybów Polski (2006)[9]: V (narażony na wyginięcie); 2016: EN (zagrożony)[10].
- Kategoria zagrożenia w Polsce według Polskiej Czerwonej Księgi Roślin[11]: EN (endangered, zagrożone).

Gatunek zagrożony jest ze względu na niewielką liczbę stanowisk i niewielką liczbę osobników na tych stanowiskach. Niektóre stanowiska nie podlegają ochronie, więc ich przyszłość zależy od gospodarki człowieka. Zagrożeniem są również kolekcjonerzy zbierający rośliny do zielników. Obecnie liczba okazów zielnikowych tego storczyka jest większa od liczby roślin rosnących w naturze.